# Музей Даппера
Музе́й Даппе́ра (фр. Musée Dapper) — частный музей древнего и современного искусства народов Африки и Карибского бассейна. Образован в 1986 году. Располагается на северо-западе Парижа, в 16-м округе города.
Музей ежегодно проводит две временные экспозиции — постоянных фондов у него нет; занимается изданием книг и альбомов; организует программы для детей во время школьных каникул. Также создатели музея интересуются живым искусством: в специально отведённом для этого зале проходят спектакли, собирающие многочисленную публику.
Адрес: 75016, Париж, улица Поль-Валери, дом 35 (фр. 35, rue Paul-Valéry, 75016 Paris). Станция метро «Виктор Гюго».